# Šíření tepla prouděním

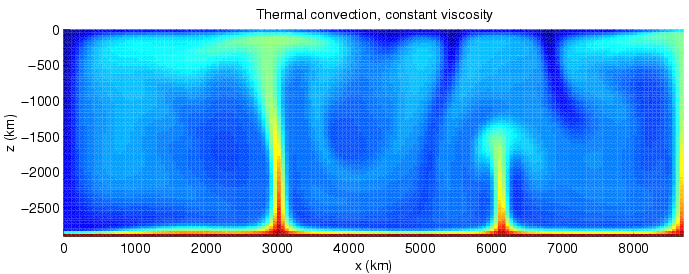
Obrázek ukazuje model tepelné konvekce v zemském plášti. Barvy blízké červené představují teplé oblasti kdežto modré chladné oblasti.

Šíření tepla prouděním (konvekcí) je jeden ze způsobů šíření tepla, kdy dochází k proudění hmoty o různé teplotě. Šíření tepla prouděním není možné u pevných látek, uplatňuje se pouze u tekutin (kapalin a plynů), případně u plazmatu. Pohybem hmoty dochází k vzájemnému pohybu jednotlivých částí, které mají odlišnou teplotu a tedy různou hustotu vnitřní energie, a tím se přenáší teplo.

## Vlastnosti
Ve srovnání s vedením tepla může být šíření tepla prouděním rychlejší.
Samovolné proudění teplejších částí tekutého systému obvykle stoupá vzhůru, protože hustota kapalin a plynů s teplotou zpravidla klesá.

## Příklad
V zemské atmosféře obvykle hustota kapalin nebo plynů klesá s narůstající teplotou. V gravitačním poli tedy ohřáté vrstvy kapaliny nebo plynu stoupají, zatímco ty chladnější klesají dolů. Dochází tak ke vzniku proudění, při kterém se přemísťují celé části kapaliny i se svou vnitřní energií.
Popsaný jev se využívá např. při ohřívání kapaliny zdola, ochlazování seshora, využívá se pro cirkulaci vody v ústředním topení. Má také velký vliv na koloběh vody v přírodě.